# Myoxocephalus scorpius
Myoxocephalus scorpius é uma espécie de peixe demersal do Atlântico Norte e costas sub-árticas adjacentes, e do Ártico, incluindo as costas do Alasca e Sibéria. Ele atinge a maturidade em 15 a 30 cm de comprimento e espécimes do Ártico e sub-ártico, que crescem ao maior tamanho, podem chegar a até 60 cm. O peixe tem uma aparência atarracada, uma grande cabeça espinhosa e um corpo afilado em direção à cauda. Sua cor é marrom-acinzentado manchado, mas pode ser mais escuro. Ele tem uma boca grande e a cobertura das brânquias espinhosa.